# カナダライフ・センター
カナダライフ・センター（Canada Life Centre）は、カナダ　マニトバ州都のウィニペグ市にある屋内アリーナである。NHL（ナショナルホッケーリーグ）ウィニペグ・ジェッツおよびジェッツ傘下のAHL（アメリカン・ホッケー・リーグ）マニトバ・ムースが本拠地として使用している。延床面積44万平方フィートの建物は最大16000人収容のアリーナとなっている。

## 概要
2004年にトゥルー・ノース・センターとして完成したが、通信会社のマニトバ・テレコム・サービス（MTS)が命名権を取得したことでMTSセンターとして同年11月16日に開場した。2005年にはジュノー賞授賞式、2006年にAHLオールスタークラシック、2007年には女子アイスホッケー世界選手権などが開催された。2017年にカナダ・ベルがMTSを買収、吸収合併したことから名称をベル・MTSプレイスに改名した。2021年6月15日、保険会社大手のカナダライフとの10年間の命名権契約をしたことでカナダライフ・センターに改名した。オープン以来、通信会社によるネーミングライツが続いていたことから"The Phone Booth（電話ボックス）"と云うニックネームで呼ばれる。

## NHLチーム誘致
NHLチームとしては1996年のウィニペグ・ジェッツのフェニックス移転以来、15年の間存在しなかった。2011年5月にアトランタ・スラッシャーズの所有権をトゥルー・ノース・スポーツ&エンターテインメント社に譲渡することで合意した。6月21日のNHL理事会にて正式にチーム移転が承認した。NHLのホームアリーナとしては最小アリーナとなっている。